# Sásd
Sásd este un oraș în districtul Hegyhát, județul Baranya, Ungaria, având o populație de 3.267 de locuitori (2011). 

## Demografie
Componența etnică a orașului Sásd
     Maghiari (86,61%)
     Germani (6,8%)
     Romi (6,09%)
     Necunoscut (0,49%)
     Alții (0,49%)
Componența confesională a orașului Sásd
     Romano-catolici (61,49%)
     Fără religie (8,97%)
     Reformați (2,57%)
     Necunoscută (25,37%)
     Alte religii (2,66%)
Conform recensământului din 2011, orașul Sásd avea 3.267 de locuitori. Din punct de vedere etnic, majoritatea locuitorilor (86,61%) erau maghiari, existând și minorități de germani (6,8%) și romi (6,09%). Apartenența etnică nu este cunoscută în cazul a 0,49% din locuitori.  Din punct de vedere confesional, majoritatea locuitorilor (61,49%) erau romano-catolici, existând și minorități de persoane fără religie (8,97%) și reformați (2,57%). Pentru 25,37% din locuitori nu este cunoscută apartenența confesională.